# 松崎車站 (鳥取縣)
松崎車站（日语：／ Matsuzaki eki */?）是一由西日本旅客鐵道（JR西日本）所經營的鐵路車站，位於日本鳥取縣東伯郡湯梨濱町，是JR西日本山陰本線沿線車站之一。松崎車站屬於中國統括本部所管轄的範圍，站內設有一個只有平常日才營業的售票口（但並非綠窗口），屬簡易委託車站的經營方式。
松崎車站是當地觀光勝地東鄉溫泉的主要進出車站，在車站旁設有旅客觀光服務中心。山陰本線上的快速列車鳥取快車（とっとりライナー）約有半數的班次會在本站停車。

## 車站結構
起初為側式、島式2面3線的地面車站，2003年（平成15年），因為鳥取縣鐵道高速化事業近米子站的分岐一線貫通化工程的進行，上下行線的通過列車於2號月台（島式側）通過。同時3號月台（上下副本線）撤去，成為對向式2面2線。

### 月台配置
| 月台 | 路線     | 方向 | 目的地         | 備註       |
| ---- | -------- | ---- | -------------- | ---------- |
| 1    | 山陰本線 | 上行 | 濱村、鳥取方向 |            |
| 1    | 山陰本線 | 下行 | 倉吉、米子方向 |            |
| 2    | 山陰本線 | 下行 | 倉吉、米子方向 | 只限待避時 |

## 相鄰車站
※快速「鳥取Liner」（下行約半數程度，上行除平日晚上1班外停車）的相鄰停車站參見列車條目。
西日本旅客鐵道
 山陰本線
泊－松崎－倉吉